# 毛利就宣
毛利 就宣（もうり なりのぶ（/ ※たかのぶ）、宝暦12年11月24日（1763年1月7日） - 文化元年8月13日（1804年9月16日））は、長州藩一門家老である厚狭毛利家の8代当主。
父は毛利広定。母は広定の側室・薫光院。養父は毛利就盈。正室は毛利就盈の娘・遊栄子。養父と同じく長州藩主毛利重就（父・広定の実弟で就宣の叔父にあたる）より偏諱を授かり就宣と名乗る（※天明元年（1781年）に重就が読みを改めた際にはこれに合わせて「たかのぶ」と読みを改めたものと思われる）。通称は松之允、乙之進、若狭。子に毛利房晁、毛利房嘉、国司房長（国司就孝養子）、毛利房謙、細川義久（細川義陳養子）がおり、4人は毛利斉房より偏諱の授与を受けている。

## 生涯
宝暦12年（1762年）、一門右田毛利広定の三男として生まれる。厚狭毛利就盈の婿養子となり、安永5年（1776年）、就盈の死去により家督を相続する。毛利治親（重就の子）・斉房父子の2代の藩主に仕え、御国中御仕置役、留守居役、当職晢役、当職（国家老・執政）を歴任し、藩の財政改革に当たる。寛政元年（1789年）、萩を訪れた幕府巡見使の防火責任者を務める。寛政7年（1795年）、家督相続の御礼言上のため江戸城に登城した斉房の共をし、将軍徳川家斉に拝謁する。享和2年（1802年）、領内に郷校朝陽館を設立し、家臣子弟の学問を推奨した。文化元年（1804年）8月13日死去。享年43。家督は嫡男の房衆（房晁）が相続した。